# Maps & Atlases
Maps & Atlases er et rock-band fra Chicago i Illinois USA. Bandet blev dannet i 2004, og består af musikerne Erin Elders, Shiraz Dada, Chris Hainey, og Dave Davison.

## Diskografi
| Date of release                    | Titel                          | Pladeselskab                                | US Billboard top | US salgstal |
| ---------------------------------- | ------------------------------ | ------------------------------------------- | ---------------- | ----------- |
| 2005                               | Bird Barnyard EP               | Unofficially released                       | -                | -           |
| 2005                               | Split EP with The Antenora     | Self-released                               | -                | -           |
| 2006 January 10, 2007 (re-release) | Tree, Swallows, Houses EP      | Self-released, Re-released by Sargent House | -                | -           |
| July 16, 2008                      | You and Me and the Mountain EP | Sargent House                               | -                | -           |
| June 29, 2010                      | Perch Patchwork                | Barsuk Records                              | -                | -           |
| March 1, 2011                      | Living Decorations EP          | Barsuk Records                              | -                | -           |
| April 17, 2012                     | Beware and Be Grateful         | Barsuk Records                              | -                | -           |
| June 1, 2018                       | Lightlessness Is Nothing New   | Barsuk Records                              | -                | -           |